# Сем Шепард
Сем Шепард (англ. Sam Shepard, 5 листопада 1943, Форт-Шерідан, Іллінойс, США — 27 липня 2017) — американський актор, сценарист, кінорежисер, письменник і драматург, лауреат Пулітцерівської премії «За кращу драму» (1979, за п'єсу «Buried Child»), номінант на кінематографічні премії «Оскар» (1984), BAFTA (1985), «Еммі» (1999) і «Золотий глобус» (2000).

## Життєпис
Його батько був учителем і фермером, служив у військово-повітряних силах армії США (як пілот-бомбардувальник) під час Другої світової війни. Мати Сема, Джейн Елен, була вчителем, родом з Чикаго.

Від батька Сем успадкував любов до музики. Після школи разом з аматорським театром домандрував до Нью-Йорка і почав писати одноактні п'єси.

Наприкінці шістдесятих він отримав грант від Фонду Рокфеллера та Гуггенхайма.
Його сценарій був використаний у фільмах: «Я і мій брат» (Me and My Brother, 1968) Роберта Франка та «Забріскі-Пойнт» (1970) Мікеланджело Антоніоні.

## Фільмографія
- 1978 : «Дні жнив» / (Days of Heaven) — фермер